# Neuraeschna dentigera
Neuraeschna dentigera – gatunek ważki z rodziny żagnicowatych (Aeshnidae). Występuje na terenie Ameryki Południowej.